# Playlist (álbum de Revólver)
Playlist es el decimotercer álbum de estudio del grupo español Revólver, publicado el 12 de abril de 2024. Según declaró Carlos Goñi: «Es un disco de versiones, cierto; pero no de la gente que hizo que me dedicase a esto, sino de los que hacen que me siga mereciendo la pena hacerlo más allá de lo que me emociona el tocar mis propios temas». El álbum se publica apenas un año después del lanzamiento de Adictos a la euforia (2023) y fue seguido de una gira nacional. Alcanzó el puesto 18 en la lista de discos más vendidos de PROMUSICAE.

## Lista de canciones
| N.º | Título                                                           | Duración |  |
| 1.  | «Lady Madrid» (originalmente de Pereza)                          | 3:04     |  |
| 2.  | «Azul» (originalmente de Elefantes)                              | 4:38     |  |
| 3.  | «Te he prometido» (originalmente de Leo Dan)                     | 3:31     |  |
| 4.  | «La vereda de la puerta de atrás» (originalmente de Extremoduro) | 3:18     |  |
| 5.  | «Mesa para dos» (originalmente de Rubén Pozo y Lichis)           | 3:08     |  |
| 6.  | «Dónde estás» (originalmente de Jaime Urrutia)                   | 3:35     |  |
| 7.  | «El equilibrio es imposible» (originalmente de Los Piratas)      | 3:22     |  |
| 8.  | «Cómo hablar» (originalmente de Amaral)                          | 4:20     |  |
| 9.  | «El sol no regresa» (originalmente de La Quinta Estación)        | 3:49     |  |
| 10. | «Viento de cara» (originalmente de Supersubmarina)               | 4:01     |  |
| 11. | «Indestructibles» (originalmente de La Habitación Roja)          | 3:53     |  |

## Personal
- Carlos Goñi: voz, guitarra eléctrica, guitarra eléctrica, bajo (en «Indestructibles» y «Viento de cara»)
- Miguel Giner: batería y percusión
- David Samaniego: piano y órgano Hammond
- Manuel Bagüés: bajo (en «Lady Madrid», «Te he prometido», «La vereda de la puerta de atrás», «Mesa para dos», «Donde estás» y «El sol no regresa»)
- Javi Vela: bajo (en «Azul», «El equilibrio es imposible» y «Cómo hablar») y coros (en «Lady Madrid» y «La veredda de la puerta de atrás»)
- Josvi Muñoz: saxofón